# Agência nova/sb
A nova/sb é uma agência de publicidade e propaganda 100% nacional e que atua no mercado dentro e fora do país há mais de 10 anos.  Especialista em Comunicação de Interesse Público (CIP), foi a primeira empresa brasileira a criar campanhas internacionais para a Organização Mundial da Saúde (OMS)  e para a Organização Internacional do Trabalho (OIT) e há nove anos atende esses clientes. Também foi responsável pela criação do Feirão da Caixa, formato de varejo que impacta toda a cadeia produtiva do setor imobiliário do país. A agência possui escritórios no Rio de Janeiro, Brasília, Cuiabá e sede em São Paulo.

## Histórico
A nova/sb criou a primeira agência pop-up do Brasil: a nova/batata, que foi instalada em uma das regiões mais movimentadas da cidade de São Paulo e que passava por transformações imobiliárias, onde atendeu e orientou voluntariamente os comerciantes do Largo da Batata, trazendo resultados para pequenos empresários e um Ouro no Effie Awards para a nova/sb.
A agência também desenvolveu a primeira ação de comunicação baseada em neuromarketing no país, iniciativa que resultou numa grande mobilização popular para a utilização da faixa de pedestres na cidade de São Paulo. A iniciativa rendeu outro Effie Awards por sua efetividade.
Com base em suas experiências e pesquisas feitas pelo Instituto Ilumeo, SP, com ações de grande impacto para seus clientes, desenvolveram uma metodologia de marketing exclusiva: o Índice Popsynergy®. Com ele, é possível apontar o caminho para uma marca, produto, causa ou serviço alcançar popularidade. E foi através do Popsynergy que a nova/sb desenvolveu uma pesquisa sobre o Consumidor na Crise Econômica, onde identificou quatro perfis de novos consumidores que usam a tecnologia. 

## Comunica Que Muda (CQM)
O Comunica Que Muda (CQM) é uma plataforma de Comunicação de Interesse Público (CIP) desenvolvido pela agência nova/sb no intuito de levar a sociedade a debater assuntos que ainda são tabus através da força da publicidade. A proposta é tratar cinco temas diferentes de forma inusitada. O primeiro tema foi a descriminalização da maconha, onde um grupo de estudantes de diversas áreas foi selecionado para ajudar a desenvolver a campanha. Em seguida lançou nas redes o debate sobre a intolerância e a cultura do ódio no Brasil. O dossiê Intolerâncias Visíveis e Invisíveis no Mundo Digital mapeou o comportamento do brasileiro e teve enorme repercussão.  Em dezembro, mais um dossiê: Mobilidade Urbana nas Redes Sociais. Já em 2017, o problema do Lixo virou dossiê . 

## Prêmios
| 2010                                                                                 | 2011 | 2012 | 2013 | 2014                                                                                            | 2015                                                                                          | 2016                                                                                            | 2017                                                                                        |
| ------------------------------------------------------------------------------------ | --- | --- | --- | ----------------------------------------------------------------------------------------------- | --------------------------------------------------------------------------------------------- | ----------------------------------------------------------------------------------------------- | ------------------------------------------------------------------------------------------- |
| Prêmio Colunistas Brasília - Medalha de Ouro Comercial "Teatro Mundo" - Caixa        | Prêmio Destaque No Marketing - Categoria: Responsabilidade Social Empresarial - Case nova/batata                         | Troféu Garra de Galo Categoria Profissional Dirigente do Ano: VP Financeiro Antônio Calil Cury                     | Prêmio Colunistas Categoria Profissional do Ano: Diretor de Criação: Antônio Batista                                    | Prêmio Colunistas Campanha Cores (Caixa) Categorias: Direção de Arte para Filme e Trilha Sonora | Prêmio Colunistas DF - Agência do Ano                                                         | Colunistas Brasil - Agência do Ano                                                              | CANNES 2017 – Leão de Bronze para a campanha Sons da Conquista. Categoria: Enterteinenment. |
| Prêmio Colunistas Brasília - Medalha de Ouro Comercial "Consciência Negra"           | Prêmio Destaque No Marketing - Campanha: Faces do Desenvolvimento - BNDES Categoria: Produto                             | Prêmio Effie Awards Brasil Campanha Proteção ao Pedestre] - Prefeitura de São Paulo Categoria: Sem Fins Lucrativos | Prêmio Colunistas Campanha: Mãos - Caixa Cultural Categorias: Filme, Mídia Digital e Mídia Impressa - Medalha de Prata  |                                                                                                 | Prêmio Colunistas DF - Grand Prix para The Blank Document (OIT). Categoria: Promo             | Prêmio Colunistas Brasil GRAND PRIX. Categoria: Mídias Integradas. Campanha: Sons da Conquista. | CLIO AWARDS – Prata. Sons da Conquista. Categoria: Medium Integrated Campaign               |
| Prêmio Colunistas Brasília - Medalha de Prata Peça "Verão Azul"                      | Prêmio Destaque No Marketing - Campanha: Crédito Pessoa Física Paraná - Caixa Categoria: Produto                         | | Prêmio Colunistas Campanha: Semana de Peixe - Secretaria de Comunicação da Presidência da República - Medalha de Bronze |                                                                                                 | Prêmio Colunistas DF Prata Para Despesas de Início do Ano - Praia (Caixa) - Categoria Técnica | Prêmio Colunistas DF - Agência do Ano                                                           | Clio Awards. Bronze. Sons da Conquista. Categoria: SPONSORSHIP & ENDORSEMENT.               |
| Prêmio Colunistas Brasília - Medalha de Bronze Comercial "Uma Coisa é Certa' - Caixa | Prêmio Marketing Best - Case nova/batata                                                                                 | | |                                                                                                 |                                                                                               | Prêmio Pró-Ética - Ministério da Transparência e Instituto Ethos.                               |                                                                                             |
| Prêmio Colunistas Brasília Anúncio "50 Anos Brasília"                                | Prêmio Marketing Best - Campanha: 7º Feirão da Caixa - Caixa                                                             | | |                                                                                                 |                                                                                               |                                                                                                 |                                                                                             |
|                                                                                      | Prêmio Colunistas Brasília Categoria Publicitária do Ano: Cristina Gutemberg                                             | | |                                                                                                 |                                                                                               |                                                                                                 |                                                                                             |
|                                                                                      | Prêmio Colunistas Brasília Categoria Mídia Impressa - Medalha de Ouro Campanha: Dia da Consciência Negra - Caixa         | | |                                                                                                 |                                                                                               |                                                                                                 |                                                                                             |
|                                                                                      | Prêmio Colunistas Brasília - Mídia Impressa Campanha: Chat - Caixa                                                       | | |                                                                                                 |                                                                                               |                                                                                                 |                                                                                             |
|                                                                                      | Prêmio Arco-Íris de Direitos Humanos Campanha: Rio Sem Homogobia - Governo do Rio de Janeiro Categoria: Marketing Social | | |                                                                                                 |                                                                                               |                                                                                                 |                                                                                             |
|                                                                                      | Prêmio da Associação dos Profissionais de Propaganda - Profissional Dirigente do Ano: Bob Vieira da Costa                | | |                                                                                                 |                                                                                               |                                                                                                 |                                                                                             |
|                                                                                      | Prêmio Effie Awards Brasil Ouro Case: nova/batata                                                                        | | |                                                                                                 |                                                                                               |                                                                                                 |                                                                                             |